# Nowferest
Nowferest (persiska: نوفرست, Now Forşat) är en ort i Iran.   Den ligger i provinsen Khorasan, i den östra delen av landet, 800 km öster om huvudstaden Teheran. Nowferest ligger 1 844 meter över havet och antalet invånare är 353.
Terrängen runt Nowferest är kuperad åt sydväst, men åt nordost är den platt.Runt Nowferest är det glesbefolkat, med 12 invånare per kvadratkilometer. Närmaste större samhälle är Bejed, 13,9 km nordväst om Nowferest. Trakten runt Nowferest är ofruktbar med lite eller ingen växtlighet.